# آدم النفاتی
آدم النفاتی (عربی مصری: آدم النفاتي؛ زادهٔ ۲۹ ژوئن ۱۹۹۴) بازیکن فوتبال اهل مراکش است.
از باشگاه‌هایی که در آن بازی کرده‌است می‌توان به باشگاه فوتبال الفتح اشاره کرد.
وی همچنین در تیم‌های ملی فوتبال زیر ۲۰ سال مراکش، زیر ۲۳ سال مراکش و مراکش بازی کرده‌است.